# 土佐清水市立市民体育館
土佐清水市立市民体育館 （とさしみずしりつしみんたいいくかん）は、高知県土佐清水市にある体育館である。

## 概要
土佐清水市天神町にある旧市民体育館が老朽化していたことから、同市清水の笹原谷にある第三次都市計画の総合公園内に建設。
2001年7月に落成した。2002年高知国体のなぎなた会場として使用された。

## 施設
- 構造
- 設備
  - アリーナ - バレーボール2面、バドミントン6面、バスケット2面、卓球24台、2階は182ｍのランニングコースと客席数302席
  - テニスコート - テニス（4面）
  - その他 - トレーニング室（65.3m2）、多目的室（162m2）

## 主な大会・イベント
- 2001年 - 第42回都道府県対抗なぎなた大会
- 2004年 - 「NHKのど自慢」公開録画

## 基礎データ

### 所在地等
- 土佐清水市清水字笹原谷853番地3

### 利用期間
- 9:00～21:00
- 休館日 - 12月29日～1月3日

### 利用料金
- 有料・問い合わせ

## 交通
- 高知西南交通バス「東谷バス停」下車すぐ